# 피트 베스트
피트 베스트(Pete Best, 1941년 11월 24일 ~ )는 영국의 공무원으로, 비틀즈 초기의 드러머로 유명하다. 인도 마드라스(현재의 첸나이)에서 인도인 어머니와 영국인 아버지 사이에서 태어난 피트 베스트는 리버풀에서 성장했다. 그의 어머니 모나는 리버풀에서 캐즈바 클럽을 운영했는데, 비틀즈는 이 곳에서 몇 번 공연하기도 했다.
베스트는 1960년부터 1962년까지 비틀즈에서 드럼을 맡았는데, 밴드의 새 매니저였던 브라이언 엡스틴이 그를 해고하고 링고 스타로 대체하였다. 그 이유는 EMI 오디션에서 프로듀서 조지 마틴이 베스트의 드럼 실력을 마음에 들어 하지 않았기 때문이라고 전해진다. 베스트는 이에 좌절하고 다른 밴드인 리 커티스를 결성했으나 거의 성공을 거두지 못하게 된다. 1965년 자살을 기도했으나 실패하였고, 이후 공무원으로서 평범한 삶을 살아왔다.
1995년 음반 《Anthology 1》이 발표되면서 그 안에 수록되어 있던 자신의 드럼 연주로 상당한 돈을 벌어들였다고 알려져 있다. 현재 그는 공무원을 그만두고 비틀즈 관련 이벤트에 전념하고 있다.

## 같이 보기
- 앤디 화이트
- 지미 니콜
- 스튜어트 서트클리프
- 링고 스타